# NGC 397
NGC 397 é uma galáxia elíptica (E?) localizada na direcção da constelação de Pisces. Possui uma declinação de +33° 06' 35" e uma ascensão recta de 1 horas, 08 minutos e 31,0 segundos.